# Desmodium likabalium
Desmodium likabalium är en ärtväxtart som beskrevs av Sigamony Stephen Richard Bennet och S.Chandra. Desmodium likabalium ingår i släktet Desmodium och familjen ärtväxter. Inga underarter finns listade i Catalogue of Life.